# Salceda de Caselas
Salceda de Caselas ist eine galicische Gemeinde in der Provinz Pontevedra im Nordwesten Spaniens mit 9.430 Einwohnern (Stand: 2024). 

## Geografie
Die Gemeinde grenzt im Norden an die Gemeinde Ponteareas, im Südosten an die Gemeinde Salvaterra de Miño, im Südwesten an die Gemeinde Tui und im Nordwesten an O Porriño.

## Bevölkerungsentwicklung der Gemeinde
Legende: Salceda___Salceda de Caselas

## Gemeindegliederung
Die Gemeinde Salceda de Caselas ist in sieben Parroquias gegliedert:
| Parroquias             | Patrozinium           | Einwohner 2024 | Fläche km² | Dichte Einw./km² | Höhe msnm | Ortskennzahl |
| ---------------------- | --------------------- | -------------- | ---------- | ---------------- | --------- | ------------ |
| Entenza                | Santos Xusto e Pastor | 571            | 6,32       | 90               | 73        | 36049020000  |
| Parderrubias           | San Tomé              | 975            | 4,82       | 202              | 103       | 36049030000  |
| A Picoña               | San Martiño           | 530            | 5,47       | 97               | 108       | 36049040000  |
| San Xurxo de Salceda   | San Xurxo             | 674            | 2,99       | 225              | 0         | 36049050000  |
| Santa María de Salceda | Santa María           | 5.460          | 6,02       | 907              | 0         | 36049060000  |
| Santo Estevo de Budiño | Santo Estevo          | 691            | 5,44       | 127              | 0         | 36049010000  |
| Soutelo                | San Vicente           | 520            | 4,87       | 107              | 0         | 36049070000  |

## Wirtschaft
| Ackerbau, Viehzucht und Fischerei                                                  | 044   | 01,05  |
| Industrie                                                                          | 1.153 | 027,43 |
| Bauwirtschaft                                                                      | 0385  | 09,16  |
| Dienstleistungsbetriebe                                                            | 2.622 | 062,37 |
| Total                                                                              | 4.204 | 100,00 |
| * Daten aus dem Statistischen Amt für Wirtschaftliche Entwicklung in Galicien, IGE |       |        |

## Persönlichkeiten
- Francisco Estévez, Vater von Martin Sheen
- Denis Suárez (* 1994), Fußballspieler